# Жуков (Тернопольская область)
Жуков (укр. Жуків) — село в Бережанской городской общине Тернопольского района Тернопольской области Украины.
До 2020 года входило в Бережанский район.
Код КОАТУУ — 6120481801. Население по переписи 2001 года составляло 928 человек.

## Географическое положение
Село Жуков находится в месте впадения реки Восточная Золотая Липа в реку Золотая Липа,
выше по течению на расстоянии в 1,5 км расположено село Надречное,
на противоположных берегах — сёла Подлесное и Гиновичи.

## История
- 1420 год — дата основания.

## Экономика
- Консервный завод.
- АО «Джерела».

## Объекты социальной сферы
- Школа.
- Дом культуры.
- Фельдшерско-акушерский пункт.
- Музыкальная школа.